# Hugo Dechert

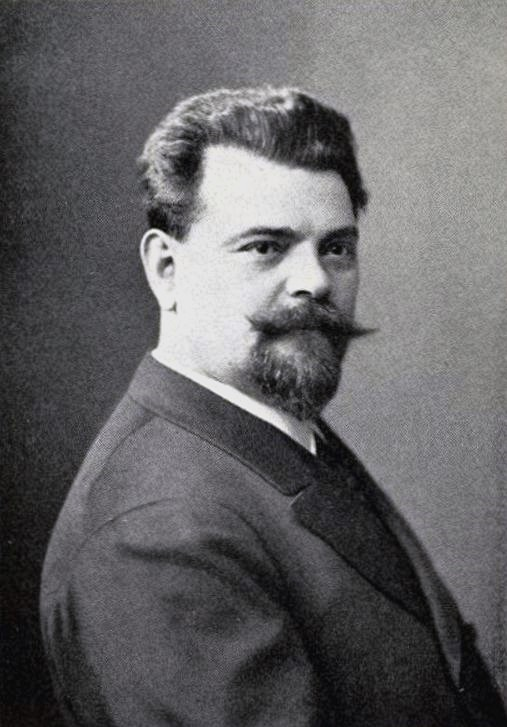
Porträt des Cellisten Hugo Dechert, um 1902

Hugo Dechert (* 16. September 1860 in Potschappel (heute zu Freital); † 7. November 1923 in Berlin-Schöneberg) war ein deutscher Violoncellist, Kammermusiker und Musikpädagoge. 

## Leben und Wirken
Ernst Hugo Dechert wurde ab dem Alter von 6 Jahren zunächst von seinem Vater Karl-Heinich Dechert, einem Geiger, in Violin- und Cellospiel, dann von Heinrich Tietz, einem Cellisten der Königlichen Kapelle Dresden, unterrichtet. Ab 1875 spielte er für 1½ Jahre als erster Cellist im Orchester des Belvedere in Dresden und gab Konzerte in Sachsen, Schlesien und Warschau. Dank eines Stipendiums studierte Dechert dann noch von Ende 1877 bis Oktober 1880 an der Berliner Hochschule für Musik Violoncello bei Robert Hausmann. Anschließend unternahm er Konzertreisen durch Russland, Österreich und Italien und war ab 1881 Mitglied der Berliner Königlichen Kapelle, also des Orchesters der Berliner Hofoper, der heutigen Staatsoper Unter den Linden. Im Jahr 1886 erfolgte seine Ernennung zum Königlichen Kammermusiker, ab 1894 war er Erster Solo-Cellist der königlichen Oper und im Dezember 1898 wurde er zum Königlichen Kammervirtuosen ernannt.

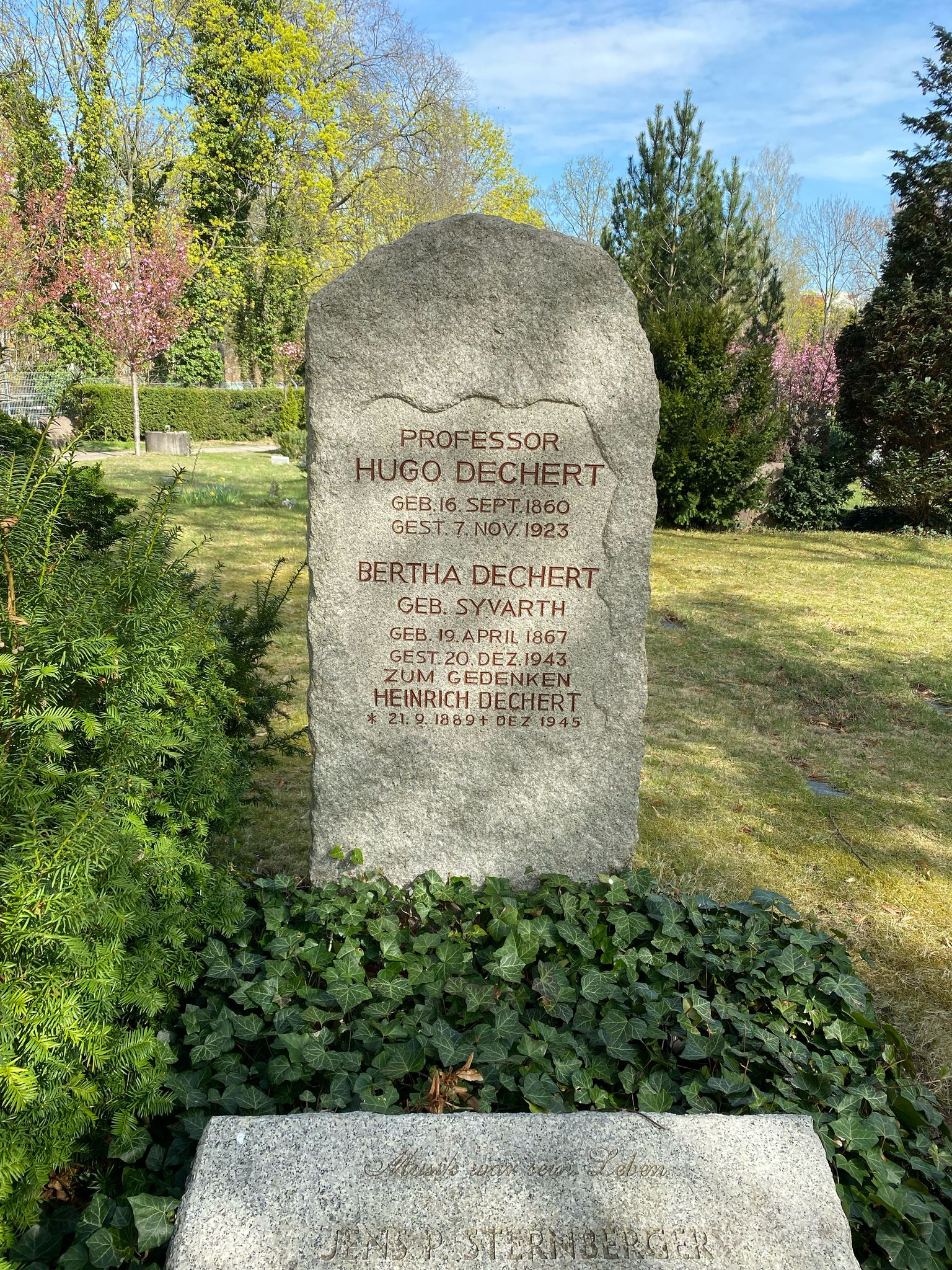
Grabstätte auf dem Alten St.-Matthäus-Kirchhof

Kammermusikalisch war er Mitbegründer und Mitglied des Halir-Quartetts und des Hess-Quartetts und konzertierte ab 1901 im Trio mit Georg Schumann (Klavier) und Carl Halir bzw. Willy Heß (Violine) europaweit.
Außerdem wirkte Dechert als Musikpädagoge: von 1888 bis 1891 am Stern’schen Konservatorium und von 1916 bis 1923 am Klindworth-Scharwenka-Konservatorium; daneben unterrichtete er privat, einer seiner Schüler war Walter Schulz. Den Professorentitel führte er spätestens ab 1919.
1888 heiratete er Bertha Syvarth (* 1867 Oldenburg; † 1943 Berlin-Schöneberg). Drei ihrer Söhne, darunter Fritz Dechert (* 1894 Berlin; † 1978 Berlin-Lichterfelde) und Karl Dechert (* 1900; † 1962), wirkten ebenfalls als Cellisten. Fritz spielte ab 1914, Karl ab 1924 im Orchester der Berliner Hof-/Staatsoper. Karl wurde später wie sein Vater Erster Solo-Cellist. Er blieb bis Anfang der 1960er Jahre im Orchester, damit waren Mitglieder der Familie Dechert 80 Jahre lang führende Cellisten der Staatskapelle.
Decherts Grabstätte befindet sich auf dem Alten St.-Matthäus-Kirchhof in Berlin.

## Werke
- Richard Strauss: Orchesterstudien aus seinen Bühnenwerken. [Ausgabe für] Violoncello. Ausgewählt und bezeichnet von Hugo Dechert. Fürstner, Berlin 1912
  - Heft 1: Guntram, Feuersnot
  - Heft 2: Salome
  - Heft 3: Elektra
  - Heft 4: Der Rosenkavalier
- Joseph Haydn: 30 berühmte Quartette für 2 Violinen, Viola und Violoncello. Herausgegeben von Andreas Moser und Hugo Dechert. Band 1–2. Peters, Leipzig 1920/21, Neudrucke ab 1950